# 고야정
고야정(일본어: 高野町)은 일본 와카야마현 이토군의 정이다. 고야산 진언종의 성지 고야산을 중심으로 하는 정이다.
귀중한 문화재, 건조물, 명소가 많이 존재하며 2004년에는 기이 산지의 영지와 참예도로 유네스코 세계유산에 등록되어 일본 뿐만 아니라 전세계에서 많은 관광객이 방문하고 있다.

## 인접하는 자치체
- 와카야마현
  - 하시모토시, 이토군 구도야마정, 가쓰라기정
- 나라현
  - 고조시, 요시노군 노세가와촌

## 역사
816년에 고야산이 사가 천황에 의해 구카이에게 하사되었다. 1581년에 오다 노부나가가 고야 공격을 개시하였으나 이듬해 혼노지의 변으로 오다 노부나가가 횡사했기 때문에 고야 공격이 중지되었다. 1585년에 도요토미 히데요시가 기슈 정벌을 개시했지만 모쿠지키 오고의 화해 교섭에 의해 난을 피하게 되었다.
- 1928년 11월 1일 - 고야촌이 정으로 승격해 고야정이 되었다.
- 1958년 6월 1일 - 후키촌과 합병하였다.
- 2004년 7월 7일 - 기이 산지의 영지와 참예도로 세계문화유산에 등록되었다.

## 교통

### 철도
- 난카이 전기 철도
  - 고야선
    - (← 가미코사와역) - 기이호소카와역 - 기이카미야역 - 고쿠라쿠바시역

  - 난카이 케이블 라인(일본어판)
    - 고쿠라쿠바시역 - 고야산역

### 도로
- 국도 제370호선 (일본)(일본어판)
- 국도 제371호선 (일본)(일본어판)
- 국도 제480호선 (일본)(일본어판)